# Handikhola
Handikhola – gaun wikas samiti w środkowej części Nepalu w strefie Narajani w dystrykcie Makwanpur. Według nepalskiego spisu powszechnego z 2001 roku liczył on 3155 gospodarstw domowych i 17770 mieszkańców (8900 kobiet i 8870 mężczyzn).